# 増井健一
増井 健一（ますい　けんいち、1917年（大正6年）7月8日 - 2001年（平成13年）8月24日）は、日本の経済学者、慶應義塾大学名誉教授。交通経済学を専攻。

## 来歴
経済学者・増井幸雄の長男として静岡県浜松市に生まれる。慶應義塾幼稚舎、普通部、予科を経て、1940年3月に慶應義塾大学経済学部を卒業。同年4月から助手を務める。同年5月から兵役に服し、海軍経理学校を経て海軍主計士官となる。1945年10月に復員し、同助教授。1955年教授、1957年商学部教授、商学部長、1983年定年退任、名誉教授、松阪大学教授、1994年退職。
父の後を継いで交通経済学を専攻し、ケネー『経済表』も父を引き継いで新訳した。

## 著書
- 交通論 海文堂 1963年
- 交通経済論 東洋経済新報社 1968年

## 共編著
- 交通経済論 佐竹義昌共編 有斐閣双書 1969年
- 都市交通講座 第2 交通と経済 鹿島研究所出版会 1970年
- 私鉄業界 教育社新書 1977年5月
- 日本の航空輸送 木村秀政共編 東洋経済新報社 1979年8月
- 航空輸送 山内弘隆共著 晃洋書房 1990年5月 現代交通経済学叢書

## 翻訳
- 経済表 ケネー 戸田正雄共訳 岩波文庫 1961年

## 参考
- 増井健一教授略歴及び著者目録 「三田商学研究」 1983年12月